# Spotty il dinosauro 3D
Spotty il dinosauro 3D (점박이: 한반도의 공룡, Jeombak-i: Hanbando-ui gongnyong) è un film del 2012 diretto da Kim Byoung-il. 
In Italia è uscito il 31 ottobre 2013.

## Trama
Circa 80 milioni di anni fa, durante il Cretaceo superiore, un piccolo Tarbosauro di nome Spotty (in inglese Speckles, chiamato così per via di una macchia sull'occhio) vive felice insieme alla sua famiglia composta da madre, due sorelle e da suo fratello maggiore Quick. La famiglia vive in una fiorente valle, dove sono i dominatori incontrastati. Tuttavia la vita pacifica della famiglia è minacciata dalla presenza di One-Eye (chiamato così per via di una cicatrice che gli ha accecato l'occhio sinistro) un Tirannosauro Rex, che contende alla famiglia di Spotty il territorio. Per non dover più condividere il territorio con la famiglia di Spotty, One-Eye elabora un astuto piano: mentre la famiglia di Tarbosauri è a caccia provoca una fuga di massa di migliaia di erbivori che divide la famiglia: le due sorelle di Spotty cadono in un precipizio spinte dagli altri dinosauri, mentre il fratello viene travolto dall'orda di erbivori per salvare Spotty. L'unico membro che riesce a salvarsi è la madre, che viene però raggiunta e sfidata da One-Eye, che dopo un duro scontro la butta dal precipizio sotto gli occhi del piccolo Spotty, ora rimasto orfano.
Dopo quattro anni, Spotty è riuscito a sopravvivere, rimanendo nascosto nell'ex-territorio della sua famiglia, ora dominato da One-Eye, che continua a dargli la caccia. Nell'ennesimo tentativo di rubare del cibo a One-Eye, Spotty incontra una giovane femmina di Tarbosauro di nome Occhi Blu, di cui si innamora e con cui decide di fare squadra per sopravvivere.
Con gli anni, Spotty e Occhi Blu diventano adulti e cominciano ad essere una minaccia per One-Eye. Durante una battuta di caccia dei due ad un Caronosauro, One-Eye sorprende la coppia e si getta all'inseguimento per cacciarli dal suo territorio. Spotty grazie ad uno stratagemma lo fa finire in una pozza di catrame, ma il vecchio Tirannosauro ne esce illeso. Alcuni giorni dopo, One-Eye scopre di nuovo la coppia ma stavolta entrambi lo combattono duramente riuscendo a sconfiggerlo e a cacciarlo via. Spotty reclama il suo territorio e insieme a Occhi Blu torna nel suo territorio natale, dove si accoppia con lei e danno alla luce tre cuccioli. Tuttavia la rinnovata pace dura ben poco, poiché una violenta eruzione vulcanica incendia la valle, costringendo tutti gli animali a migrare. Durante il viaggio, una frana uccide uno dei cuccioli di Spotty e ferisce gravemente Occhi Blu, che muore. Nonostante Spotty non voglia lasciarla, è costretto a fuggire per salvare i suoi piccoli da un'orda di Velociraptor, che reclamava il cadavere della sua compagna.
Alla fine, la mandria di dinosauri arriva in una nuova zona fertile in cui decidono di stabilirsi. Tuttavia la vita dei suoi figli è minacciata da One-Eye, anch'egli sfuggito alla catastrofe, che elabora una crudele strategia: esattamente come fece anni fa, aizza una mandria di dinosauri contro Spotty e i suoi due cuccioli vengono attaccati dal malvagio dinosauro. Vendicandosi per la sua precedente sconfitta, il Tirannosauro uccide brutalmente uno dei due cuccioli, scagliandolo giù dalla scogliera, e si appresta a fare la stessa cosa con l'altro cucciolo, ma interviene Spotty, che riesce a gettare la sua nemesi in mare. Nello scontro precipita anche Spotty Jr. Per salvarlo da One-Eye, che nonostante sia caduto in mare è ancora vivo e tenta di uccidere il suo cucciolo, Spotty si tuffa in mare dove ingaggia nuovamente un duello con One-Eye. Durante lo scontro One-Eye viene attaccato e ucciso da un Tilosauro che lo trascina con sé nelle profondità. Liberatosi dalla sua nemesi, Spotty salva suo figlio e cerca disperatamente di nuotare fino alla riva, ma a causa dello sforzo sviene e si lascia trasportare dalla corrente. Alla fine, Spotty si risveglia su una spiaggia e insieme a Spotty Jr. può vivere libero e in pace.

## Produzione
Nel 2008, il canale televisivo coreano Education Broadcasting System (EBS) pubblicò un documentario in computer grafica diviso in tre episodi, che mostrava i dinosauri vissuti in Corea durante il Cretaceo, dal nome Hanbando-ui gongnyong (한반도의 공룡). Il documentario riscosse grande successo in patria, dove i produttori decisero di lanciarsi nella produzione di un film-documentario incentrato sulla vita dei dinosauri, dando così vita a Spotty il dinosauro. Durante la produzione, nel 2009, il noto film di fantascienza 3D Avatar ebbe un grande successo in tutto il mondo, portando i produttori di Spotty il dinosauro ad applicare la moderna tecnologia 3D, per il progetto cinematografico. Il film fu girato interamente in Nuova Zelanda, mentre i dinosauri e le altre creature preistoriche sono stati creati in digitale.

## Accoglienza
Il film ha attirato l'attenzione di 1 milione di spettatori nel 2012, diventando il secondo film d'animazione di maggior successo di tutti i tempi in Corea. In seguito è stato distribuito anche in altri 37 territori generando ulteriori entrate aggiuntive attraverso IPTV e DVD di vendita.

## Dinosauri e altri animali nel film
- Carnotauro
- Charonosauro
- Haenamicno
- Hipsilophodonte
- Microraptor
- Nemicoloptero
- Prenocephale (identificato come Pachicefalosauro)
- Protoceratopo
- Pukyongosauro
- Repenomamo
- Tarbosauro
- Tarchia (identificato come Anchilosauro)
- Terizinosauro
- Torosauro
- Tsintaosauro
- Tilosauro
- Tirannosauro Rex
- Velociraptor

## Sequel
Il 5 giugno 2015, la South Korea's Dream Search C&C annunciò un sequel del film, che verrà prodotto in co-produzione con la China's Hengsheng Group. Il sequel doveva essere distribuito nell'estate del 2016, in contemporanea con i cinema cinesi, ma è stato rinviato all'estate del 2017. Il sequel, attualmente col titolo in uso Speckles 2, sarà diretto da Han Sang-Ho, che tornerà come regista, e durerà all'incirca 100 minuti.